# Varennes-lès-Narcy
Varennes-lès-Narcy és un municipi francès, situat al departament del Nièvre i a la regió de Borgonya - Franc Comtat. L'any 2007 tenia 794 habitants.

## Demografia

### Població
El 2007 la població de fet de Varennes-lès-Narcy era de 794 persones. Hi havia 330 famílies, de les quals 80 eren unipersonals (32 homes vivint sols i 48 dones vivint soles), 127 parelles sense fills, 115 parelles amb fills i 8 famílies monoparentals amb fills.
La població ha evolucionat segons el següent gràfic:
Habitants censats

### Habitatges
El 2007 hi havia 449 habitatges, 341 eren l'habitatge principal de la família, 75 eren segones residències i 33 estaven desocupats. 442 eren cases i 6 eren apartaments. Dels 341 habitatges principals, 301 estaven ocupats pels seus propietaris, 35 estaven llogats i ocupats pels llogaters i 5 estaven cedits a títol gratuït; 3 tenien una cambra, 24 en tenien dues, 66 en tenien tres, 116 en tenien quatre i 132 en tenien cinc o més. 262 habitatges disposaven pel capbaix d'una plaça de pàrquing. A 148 habitatges hi havia un automòbil i a 170 n'hi havia dos o més.

### Piràmide de població
La piràmide de població per edats i sexe el 2009 era:
| Homes | Edats   | Dones |
| ----- | ------- | ----- |
| 0     | 95 o +  | 4     |
| 0     | 90 a 94 | 0     |
| 8     | 85 a 89 | 4     |
| 8     | 80 a 84 | 8     |
| 16    | 75 a 79 | 24    |
| 20    | 70 a 74 | 28    |
| 24    | 65 a 69 | 24    |
| 20    | 60 a 64 | 24    |
| 20    | 55 a 59 | 8     |
| 24    | 50 a 54 | 20    |
| 32    | 45 a 49 | 24    |
| 32    | 40 a 44 | 16    |
| 40    | 35 a 39 | 40    |
| 20    | 30 a 34 | 16    |
| 12    | 25 a 29 | 24    |
| 4     | 20 a 24 | 12    |
| 20    | 15 a 19 | 28    |
| 40    | 10 a 14 | 20    |
| 36    | 5 a 9   | 8     |
| 12    | 0 a 4   | 16    |

## Economia
El 2007 la població en edat de treballar era de 501 persones, 354 eren actives i 147 eren inactives. De les 354 persones actives 331 estaven ocupades (179 homes i 152 dones) i 23 estaven aturades (15 homes i 8 dones). De les 147 persones inactives 80 estaven jubilades, 27 estaven estudiant i 40 estaven classificades com a «altres inactius».

### Ingressos
El 2009 a Varennes-lès-Narcy hi havia 350 unitats fiscals que integraven 819 persones, la mediana anual d'ingressos fiscals per persona era de 18.070 €.

### Activitats econòmiques
Dels 16 establiments que hi havia el 2007, 5 eren d'empreses de construcció, 4 d'empreses de comerç i reparació d'automòbils, 1 d'una empresa de transport, 3 d'empreses d'hostatgeria i restauració, 1 d'una empresa de serveis, 1 d'una entitat de l'administració pública i 1 d'una empresa classificada com a «altres activitats de serveis».
Dels 8 establiments de servei als particulars que hi havia el 2009, 1 era un taller de reparació d'automòbils i de material agrícola, 1 guixaire pintor, 1 fusteria, 3 lampisteries, 1 restaurant i 1 saló de bellesa.
L'any 2000 a Varennes-lès-Narcy hi havia 11 explotacions agrícoles que ocupaven un total de 1.520 hectàrees.

## Equipaments sanitaris i escolars
El 2009 hi havia una escola elemental integrada dins d'un grup escolar amb les comunes properes formant una escola dispersa.

## Poblacions més properes
El següent diagrama mostra les poblacions més properes.